# Walter Ruttmann
Walter Ruttmann, född 28 december 1887 i Frankfurt am Main, död 15  juli 1941 i Berlin var en tysk filmregissör och vid sidan av Hans Richter och Viking Eggeling den mest betydelsefulla företrädaren för den tidiga tyska experimentfilmen.

## Liv
Ruttmann studerade från och med 1907 konst och arkitektur och arbetade med grafisk formgivning. Han inledde sin filmkarriär med experimentella kortfilmer, närmare bestämt de fyra Opus-filmerna, som hade ett avgörande inflytande på utvecklingen av den abstrakta filmkonsten. Han bidrog också till mer etablerade filmskapares arbeten, bland annat med animationer till Fritz Langs stumfilmsepos Die Nibelungen och Lotte Reinigers animerade film Die Abenteuer des Prinzen Achmed ("Prins Achmeds äventyr"). Ruttmanns filmhistoriskt viktigaste verk blev den märkliga montagefilmen Berlin – Die Sinfonie der Grosstadt ("Berlin – en storstadssymfoni") från 1927. Filmen är ett svindlande och mångsidigt dokumentärt porträtt av en vardag i storstaden Berlin, från morgon till kväll, och är tydligt inspirerad av de sovjetiska filmskaparna Sergej Ejzensjtejn och Dziga Vertov.
Från och med 1933 kom Ruttmann att anpassa sig till konventionerna under det statliga filmmonopolet i Nazityskland. År 1933 regisserade han propagandafilmen Blut und Boden ("Blod och jord") och en rad andra propagandaprojekt i kortfilmsformat. Leni Riefenstahl blev så inspirerad av Ruttmanns klippteknik och känsla för rytm att hon lät honom medverka i skapandet av den klassiska nazistiska propagandafilmen Viljans triumf (Triumph des Willens, 1935).
Walter Ruttman dog i Berlin 1941 efter att ha insjuknat i emboli.

## Filmer
- 1921 Lichtspiel opus 1
- 1922 Lichtspiel opus 2
- 1924 Lichtspiel opus 3
- 1925 Lichtspiel opus 4
- 1927 Berlin – Die Sinfonie der Grosstadt
- 1928 Deutscher Rundfunk
- 1929 Melodie der Welt
- 1933 Acciaio/Stahl - Arbeit macht glücklich
- 1933 Blut und Boden
- 1934 Altgermanische Bauernkultur
- 1935 Metall des Himmels
- 1935 Stuttgart, die Großstadt zwischen Wald und Reben
- 1938 Mannesmann
- 1938 Im Dienste der Menschheit
- 1938 Im Zeichen des Vertrauens
- 1938 Henkel - Ein deutsches Werk in seiner Arbeit
- 1940 Deutsche Waffenschmieden
- 1940 Deutsche Panzer

## Webblänkar
- Litteratur rörande Walter Ruttmann i Deutsche Nationalbibliotheks katalog
- Biografi, Tyska filminstitutet
- Biografi, film-zeit.de

## Fotnoter
1. ↑  Ernst Klee: Das Kulturlexikon zum Dritten Reich. Wer war was vor und nach 1945. S. Fischer, Frankfurt am Main 2007, S. 503.